# Heinrich Greving
Heinrich Greving (* 19. August 1962 in Südlohn) ist ein deutscher Heilpädagoge und Erziehungswissenschaftler. Er lehrt seit 1999 an der Katholischen Hochschule Nordrhein-Westfalen in Münster Allgemeine und Spezielle Heilpädagogik.

## Werdegang
Greving erhielt von 1981 bis 1984 eine Ausbildung zum Erzieher. Von 1985 bis 1990 belegte er ein Studium der Heilpädagogik an der Katholischen Hochschule Nordrhein-Westfalen, Abteilung Münster, und von 1991 bis 1995 ein Studium der Erziehungswissenschaften an der Universität-Gesamthochschule Essen.
Von 1991 bis 1993 war Greving als Diplom-Heilpädagoge im Stift Tilbeck, Havixbeck, tätig. Danach arbeitete er von 1993 bis 1999 als Fachlehrer an der Liebfrauenschule Coesfeld (Berufskolleg). Er war von 1995 bis 1999 Lehrbeauftragter an der Universität-Gesamthochschule Essen zum Thema Beratung in und mit Organisationen.
1999 erfolgte seine Promotion an der Universität-Gesamthochschule Essen mit einer Arbeit über Interaktionen in Organisationen der Behindertenhilfe. 2013 habilitierte er sich zum Thema Zur Professionalisierung in der Heil- und Behindertenpädagogik: Begründungen und Konsequenzen und erhielt die Venia Legendi für das Fach Behindertenpädagogik an der Universität Hamburg, Fakultät für Erziehungswissenschaft, Psychologie und Bewegungswissenschaft. Seitdem ist er dort Privatdozent und besetzt weiterhin eine Professur an der Katholischen Hochschule in Münster.

## Forschungsschwerpunkte
- Theorien und Konzepte Heilpädagogischer Organisationen
- Heilpädagogische Systematik und Theoriebildung
- Didaktik und Methodik der Heilpädagogik
- Professionalisierung der Heilpädagogik
- Lebenswelten von Menschen mit Behinderung
- Beratung und Organisationsentwicklung
- Qualitätsmanagement

## Mitgliedschaften
Greving ist dem Berufs- und Fachverband Heilpädagogik (BHP) e. V. seit den 1990er Jahren verbunden und war zwischen den Jahren 2002 und 2006 Mitglied des Vorstandes.
Seit November 2022 ist er Vorstandsvorsitzender des BHP e.V. Darüber hinaus arbeitet er in Vereinen und Verbänden zu Themen der Jugend- und Behindertenhilfe. So war er u. a. Vorsitzender der Alfred J. Kwak Stiftung (Goch), einer Schwesternstiftung der Herman van Veen-Stiftung Deutschland und er ist Mitglied im Vorstand der Jugendkulturwerkstatt Stadtlohn e. V.
Heinrich Greving ist als Referent für Fort- und Weiterbildungen zu Themen der Heilpädagogik tätig.

## Künstlerische Tätigkeit
Neben seiner beruflichen Tätigkeit ist Heinrich Greving künstlerisch tätig, als Autor, Songwriter und Initiator von Kulturprojekten. Gemeinsam mit Uwe Esperester gestaltete er das Ausstellungsprojekt Dimensionen. Wege zum Kreuz. Kreuzweg und Auferstehung für mein Leben deuten (als Bildband erschienen bei: Don Bosco 2010). Er arbeitet mit den Komponisten Eva Maria Gröner und Benedikt Pollmann zusammen. 2020 veröffentlichte er seinen ersten Kriminalroman Der Frühling von St. Martin.

## Publikationen (Auswahl)

### Monographien
- Heilpädagogische Organisationen im Wandel. Organisationsanalyse – Beratung – Qualitätsmanagement. Freiburg 2000.
- Heilpädagogische Organisationen. Eine Grundlegung. Freiburg 2000.
- Davids Gokart. Roman, vollständig überarb. Neuauflage, Kindle Edition, 2016.
- Greving, H./Niehoff, D./Schöttler, L.; Organisation, Verwaltung und Technologie; Köln, 2020.
- Greving, H.; Der Frühling von St. Martin. Kriminalroman; Kindle Edition und Taschenbuch, 2020
- Emmelmann, I./Greving, H.; Erwachsene Menschen mit geistiger Behinderung. Vom Ablösekonzept zum Freiraumkonzept; Stuttgart, 2019
- Greving, H./Ondracek, P.; Pädagogik und Psychologie; Köln, 2018
- Greving, H./Scheibner, U.; BildungsArbeit. Schlüssel zur Inklusion. Ein neues Verständnis von Arbeit und Bildung in „Werkstätten für behinderte Menschen“; Berlin, 2017
- Schroer, B./Biene-Deißler, E./Greving, H.; Das Spiel in der heilpädagogischen Arbeit; Stuttgart, 2016
- Greving, H./Huisken, J./Möllers, J./Niehoff, D.; Praxisorientierte Heilerziehungspflege. Falldokumentationen – Materialien für Unterricht und Examensvorbereitung; Köln, 2013
- Greving, H./Ondracek, P.; Beratung in der Heilpädagogik. Grundlagen – Methodik – Praxis; Stuttgart, 2013
- Greving, H.; Heilpädagogische Professionalität. Eine Orientierung; Stuttgart, 2011
- Beck, I./Greving H.  (Hrsg.): Lebenslage und Lebensbewältigung. Band 5 des Enzyklopädischen Handbuches der Behindertenpädagogik: Behinderung, Bildung, Partizipation; Stuttgart, 2012
- Beck, I./Greving H.  (Hrsg.): Gemeindeorientierte pädagogische Dienstleistungen. Band 6 des Enzyklopädischen Handbuches der Behindertenpädagogik: Behinderung, Bildung, Partizipation; Stuttgart, 2011
- Greving, H./Lücker, Chr./Niehoff, D./Schäper, S./Schöttler, L./Woltering, M.; Organisation und Verwaltung; Köln, 2011
- Esperester, U./Greving, H./Willenberg, J.; Dimensionen – Wege zum Kreuz. Kreuzweg und Auferstehung für mein Leben deuten; München, 2010[4]
- Dederich, M./Greving, H./Mürner, Chr./Rödler, P.  (Hrsg.): Heilpädagogik als Kulturwissenschaft. Menschen zwischen Medizin und Ökonomie; Gießen, 2009[5]
- Greving, H./Heffels, W.M.  (Hrsg.):  Pädagogik und Soziale Arbeit: Kernkompetenzen zentraler Aufgaben; Bad Heilbrunn, 2009
- Greving, H.; Management in der Sozialen Arbeit; Bad Heilbrunn, 2008
- Greving, H./Möllers, J./Niehoff, D.; Praxis- und Projektarbeit Sozialpädagogik; Troisdorf, 2006

### Herausgeberschaften
- mit M. Dederich, Chr. Mürner, P. Rödler (Hrsg.): Inklusion statt Integration? Heilpädagogik als Kulturtechnik. Gießen 2006.
- mit P. Ondracek (Hrsg.): Spezielle Heilpädagogik. Eine Einführung in die handlungsfeldorientierte Heilpädagogik. Stuttgart 2009.
- mit M. Dederich, Chr. Mürner, P. Rödler (Hrsg.): Behinderung und Gerechtigkeit. Heilpädagogik als Kulturpolitik. Gießen 2013.
- mit D. Scheibner  (Hrsg.): Die Werkstattkonzeption: Jetzt umdenken und umgestalten. Rückblick, Bilanz und Vorschläge für grundlegende Reformen. Berlin 2014.
- mit Chr. Reichenbach, M. Wendler (Hrsg.): Inklusion in der Heilpädagogik. Diskurse, Leitideen, Handlungskonzepte. Stuttgart 2020.
- mit Sabine Schäper (Hrsg.): Heilpädagogische Konzepte und Methoden. Orientierungswissen für die Praxis. 2., erweiterte und überarbeitete Auflage, Kohlhammer, Stuttgart 2020.
- mit U. Scheibner (Hrsg.): Werkstätten für behinderte Menschen. Sonderwelt und Subkultur behindern Inklusion. Stuttgart 2021.
- Reihe Kompendium Behindertenpädagogik. Kohlhammer Verlag, Stuttgart.